# Parafia św. Stanisława w Sobieskiej Woli
Parafia św. Stanisława w Sobieskiej Woli – parafia rzymskokatolicka w Sobieskiej Woli.
Parafię erygowano 29 maja 1958 roku dekretem bpa Piotra Kałwy z wiosek dawniej należących do parafii: Częstoborowice, Krzczonów, Wysokie i Żółkiewka. Parafianie z zebranych składek zakupili 2,4 ha ziemi na uposażenie kościoła. Równocześnie założono cmentarz grzebalny, wzniesiono plebanię (rozbudowaną w 1997) i budynki gospodarcze. 
Pierwszy kościół drewniany pw. św. Stanisława BM wybudowany w 1958 przez miejscowych majstrów, poświęcił w tymże roku bp Piotr Kałwa. Nowa, murowana świątynia (arch. W. Frąckiewicz) została wzniesiona w latach 1989–1993 i 12 września 1993 roku uroczyście pobłogosławiona przez arcybiskupa Bolesława Pylaka. Część wyposażenia przeniesiono ze starego kościoła (m.in. ławki, stacje drogi krzyżowej, meble z zakrystii). Dzwonnica jest nowoczesna, murowana z 3 dzwonami konsekrowanymi przez biskupa Piotra Kałwę w 1963 roku.

## Zasięg parafii
Do parafii należą wierni z następujących miejscowości: Dąbie, Łączki, Pilaszkowice Drugie, Radomirka, Sobieska Wola Pierwsza, Sobieska Wola Druga, Tokarówka.